# Девід Діректор Фрідман
Девід Діректор Фрідман англ. David D. Friedman, нар. 12 лютого 1945)  – американський економіст, фізик, правознавець та «лібертаріанський» теоретик. Відомий своїми підручниками з мікроекономіки та лібертаріанської теорії анархо-капіталізму, зокрема є автором популярної книги «Механізм свободи. Анархія вільного ринку».

## Життя й робота
Девід Фрідман є сином економістів Роуз та Мілтона Фрідманів. Закінчив Гарвардський університет з відзнакою (1965), отримавши ступінь бакалавра з хімії та фізики. Пізніше здобув ступінь магістра (1967) та захистив докторську дисертацію (1971) з теоретичної фізики в Університеті Чикаго. Окрім цього викладав у Корнельській юридичній школі, школі бізнесу Б. Фрімена, Політехнічному інституті Віргінії, Школі Пенсільванського університету державної та міської політики, Колумбійському університеті.
Наразі є професором права в Університеті Санта-Клари, штат Каліфорнія, та водночас є редактором журналу «Liberty». За віросповіданням Фрідман - атеїст. Його син, Патрі Фрідман, також підтримує лібертаріанські ідеї та ідеї вільного ринку.
Наразі мешкає в 100-річному будинку в Сан-Хосе, Каліфорнія, разом з великою родиною.

## «The Machinery of Freedom»
Є найбільш відомою працею Девіда Фрідмана. Написана в 1973 році та неодноразово перевидавалась. У ній автор окреслив таку форму анархо-капіталізму, де всі товари та послуги виробляються на вільному ринку. Фрідман виступає за поступовий підхід до досягнення анархо-капіталізму шляхом поступової приватизації територій, до яких залучається уряд, та приватизації самого закону. Одночасно, висловлює свою опозицію до насильницької анархо-капіталістичної революції. Виступає за консеквенціалістську версію анархо-капіталізму. Остання, за переконаннями Фрідмана, є бажаним соціальним ідеалом.
Українською мовою книга «Механізм свободи. Анархія вільного ринку» перекладена та опублікована в 2019 році видавництвом «Наш Формат». 

## Інші інтереси
Фрідман є давнім членом Товариства творчого анахронізму, де він відомий як «Duke Cariadoc of the Bow». У всьому світі його також знають як автора низки статей про філософію рекреаціонізму та практичні історичні рекреації, особливо тих, що стосуються середньовічного Близького Сходу. Дописи Девіда зібрані у окремому збірнику «Cariadoc's Miscellany».
Будучи великим шанувальником наукової фантастики, Фрідман написав два фантастичні романи: «Harald» (Baen Books, 2006) та «Salamander» (2011).
Також активно виступає за зовнішню політику невтручання.

## Переклад українською
- Фрідман, Девід. Механізм свободи. Анархія вільного ринку / Пер. з англ. Ірина Гнатковська. — К. : Наш формат, 2019. — 328 с. ISBN 978-617-7730-05-6 (паперове видання); ISBN 978-617-7730-05-3 (електронне видання).